# شريف فاروق
شريف فاروق علي علي مصطفى (1966 -) هو وزير التموين والتجارة الداخلية المصري الحالي.

## حياته ومسيرته
ولد عام 1966، حصل على بكالوريوس التجارة من جامعة عين شمس عام 1987، نال درجة الماجستير في إدارة أعمال من الأكاديمية العربية للعلوم المصرفية والمالية عام 2009، حصل على الدكتوراه في إدارة الأعمال من جامعة عين شمس عام 2012.

## مناصب
- شغل منصب المدير العام وعضو اللجنة العليا للسياسات بمصرف أبو ظبي الإسلامي خلال الفترة من 2004 - 2007.[4]
- شغل منصب الرئيس التنفيذي لبنك ناصر الاجتماعي خلال الفترة من 2017 حتى عام 2020.[5]
- عمل رئيس مجلس إدارة الهيئة القومية للبريد.[6]